# Galerie Resonance
Galerie Resonance byla prodejní galerie současného autorského šperku se sídlem v Praze 1 na Malé Straně, Újezd 33/čp.402. 
Galerii roku 2021 založil Petr Vogel, vedoucí ateliéru Kov a šperk Fakulty designu a umění Ladislava Sutnara Západočeské univerzity v Plzni. Komorní prostor galerie nabízí výběrovou instalaci současného autorského šperku.
Galerie sídlila v umělecky pozoruhodném novorenesančním domě čp. 402/III U černého orla, který byl postaven v letech 1892-1893 podle projektu Jana Zeyera bratra slavného spisovatele Julia Zeyera.
V letech 2021–2024 byla jedinou specializovanou galerií svého druhu v České republice. 

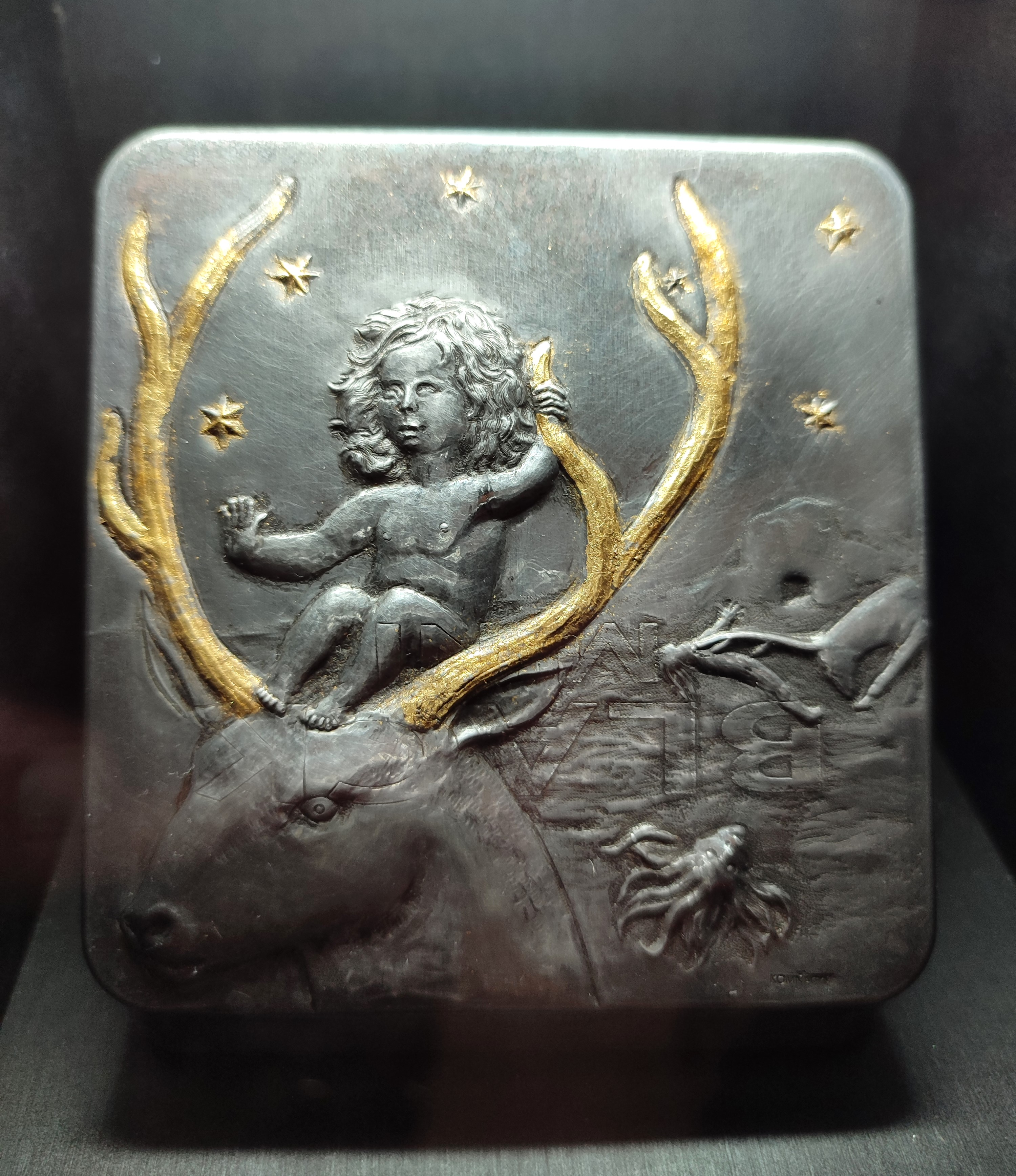
Vladimír Komňacký: Tabatěrka Smolíček, stříbro

Dramaturgii vystavujících zajišťoval Vogel ze svých kolegů, žáků a přátel na základě své dlouholeté praxe pedagoga v ateliéru Kov a šperk na Vysoké škole uměleckoprůmyslové v Praze a na Fakultě designu a umění v Plzni i podle vlastních přísných kritérií profesionálního výtvarníka-šperkaře. V instalaci kombinoval krátkodobé monografické výstavy s výběrem prodejních šperků různých dalších autorů. 

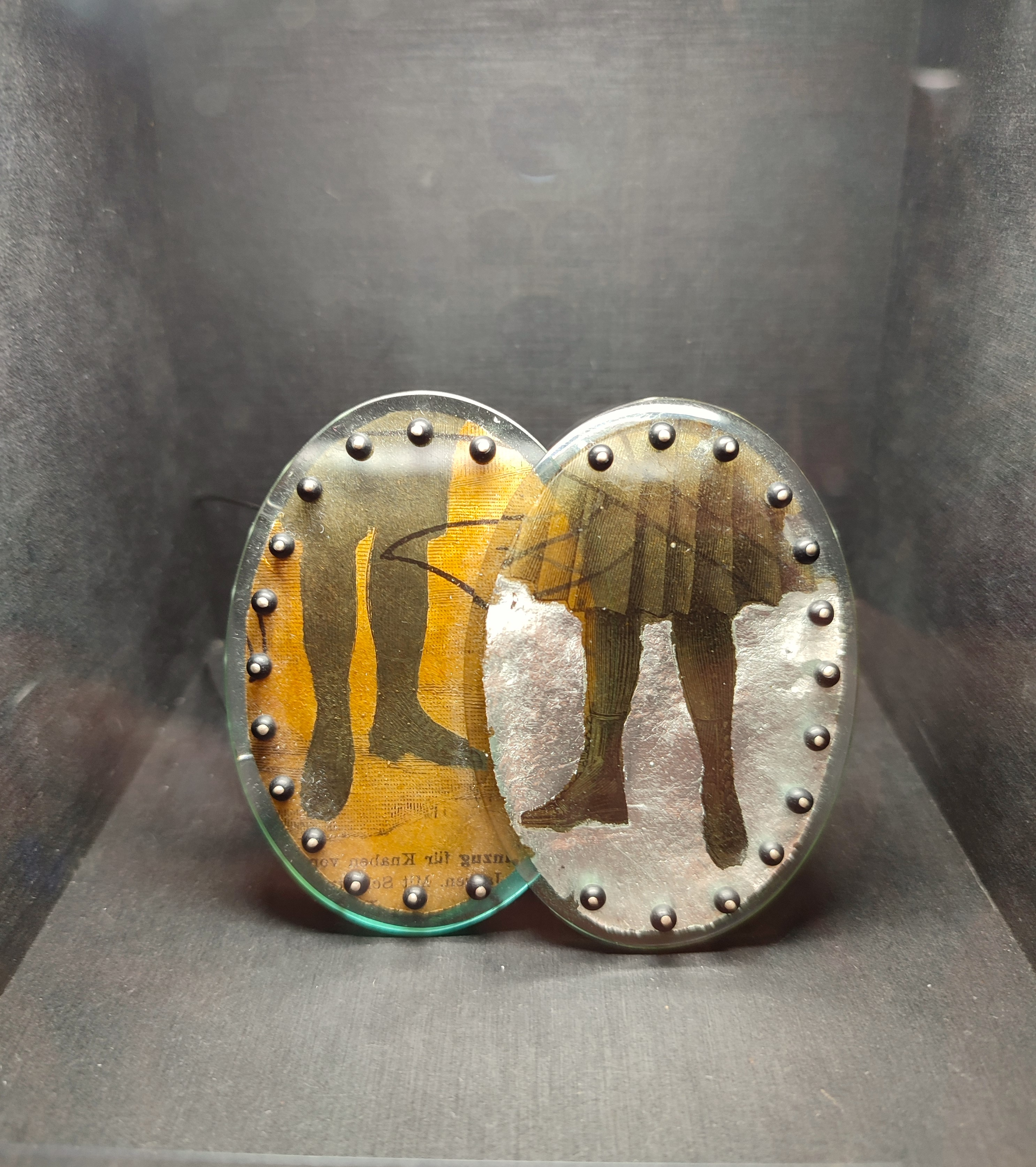
Jana Machatová, Brož, 2023

## Výstavy (vlastní)
- 2021 – absolventi a studenti ateliéru Kov a šperk Fakulty designu a umění ZUČ v Plzni
- 2021 – Jiří Urban, Zlaté řemeslo
- 2022 – Markéta Šílená, Šíleně dobrá výstava
- 2022 - Hanuš Lamr
- 2022 – Karol Weisslechner, Srdcové záležitosti
- 2022 – Radka Kovačíková, Pick your Pick Vol.2
- 2023 – Jana Machatová & Peter Machata THE EDGE OF REALITY
- 2023 – Vladimír Komňacký MEZI
- 2023 – Stanislava Grebeníčková, Výstava současného skleněného šperku
- 2023 - Susan Ewing, REVISIT/RETHING

## Výstavy externí

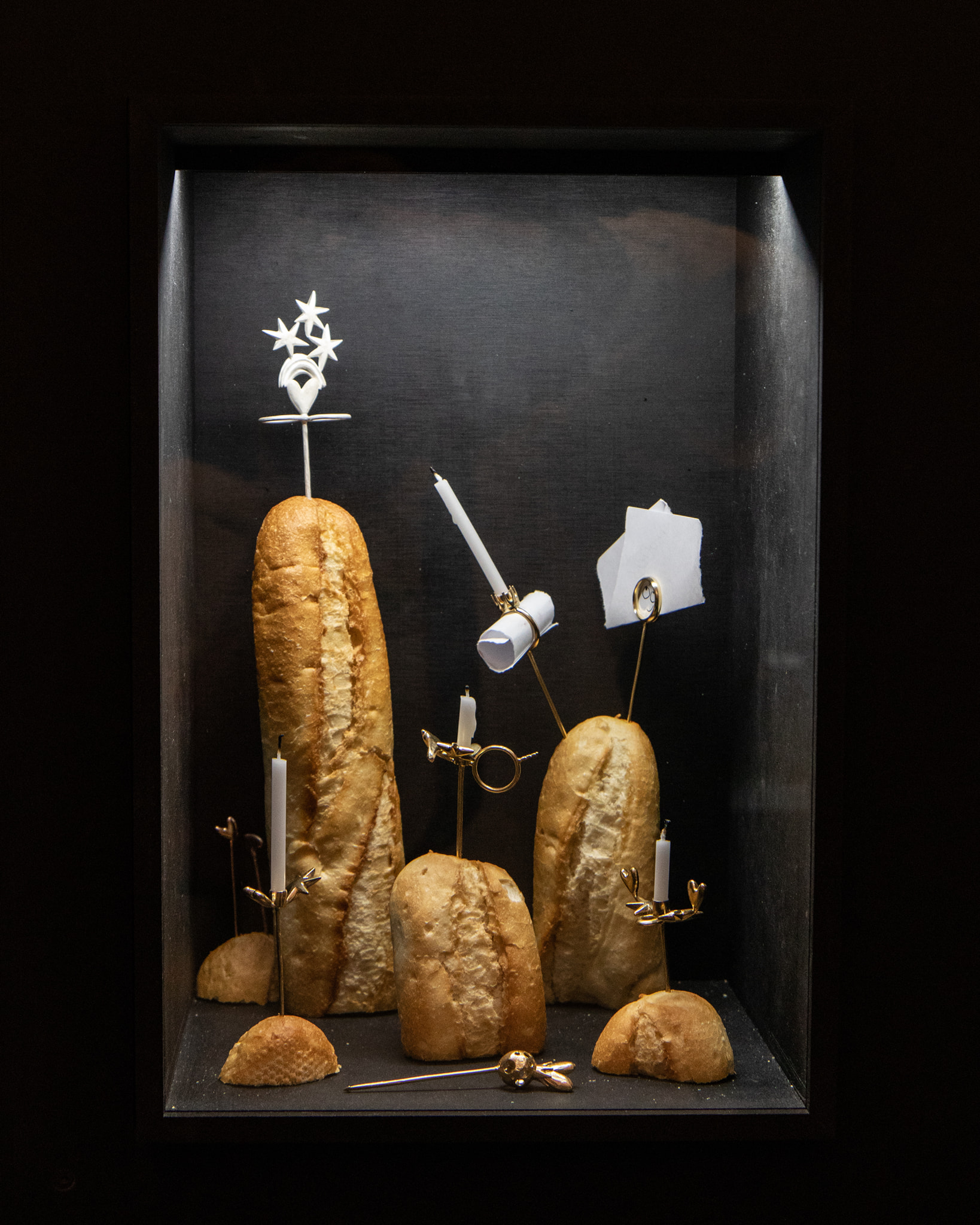
Radka Kovačíková: Pick your Pick

- 2023 – Uměleckoprůmyslové museum v Praze, (Kurátoři Petra Matějovičová a Petr Vogel)
- 2023 – FOUR (Petr Vogel, Karol Weisslechner, Anežka Váňová, Pavlína Urbanová), Bímbar & Lounge Dobřichovice